# Joanna Lorenc
Joanna Lorenc (ur. 19 października 1982) – polska lekkoatletka uprawiająca biegi długodystansowe, specjalizująca się w biegu 24-godzinnym i biegu na 100 km.

## Życiorys
W 2018 roku podczas Mistrzostw Polski w biegu na 100 km w Warszawie zdobyła brązowy medal z wynikiem 8:24.37.
W 2019 roku podczas Mistrzostw Polski w biegu na 100 km w Pabianicach zdobyła brązowy medal z wynikiem 8:53.26.
Podczas Mistrzostw Polski w biegu 24-godzinnym w Supraślu zdobyła brązowy medal z wynikiem 198,529 km.

## Osiągnięcia
| Rok  | Impreza                                   | Miejsce              | Konkurencja   | Pozycja     | Wynik    |
| ---- | ----------------------------------------- | -------------------- | ------------- | ----------- | -------- |
| 2018 | Mistrzostwa Świata w biegu na 100 km 2018 | Sveti Martin na Muri | indywidualnie | 32. miejsce | 8:25:05  |
| 2018 | Mistrzostwa Świata w biegu na 100 km 2018 | Sveti Martin na Muri | drużynowo     | 5. miejsce  | 24:46:54 |